# 喜光寺

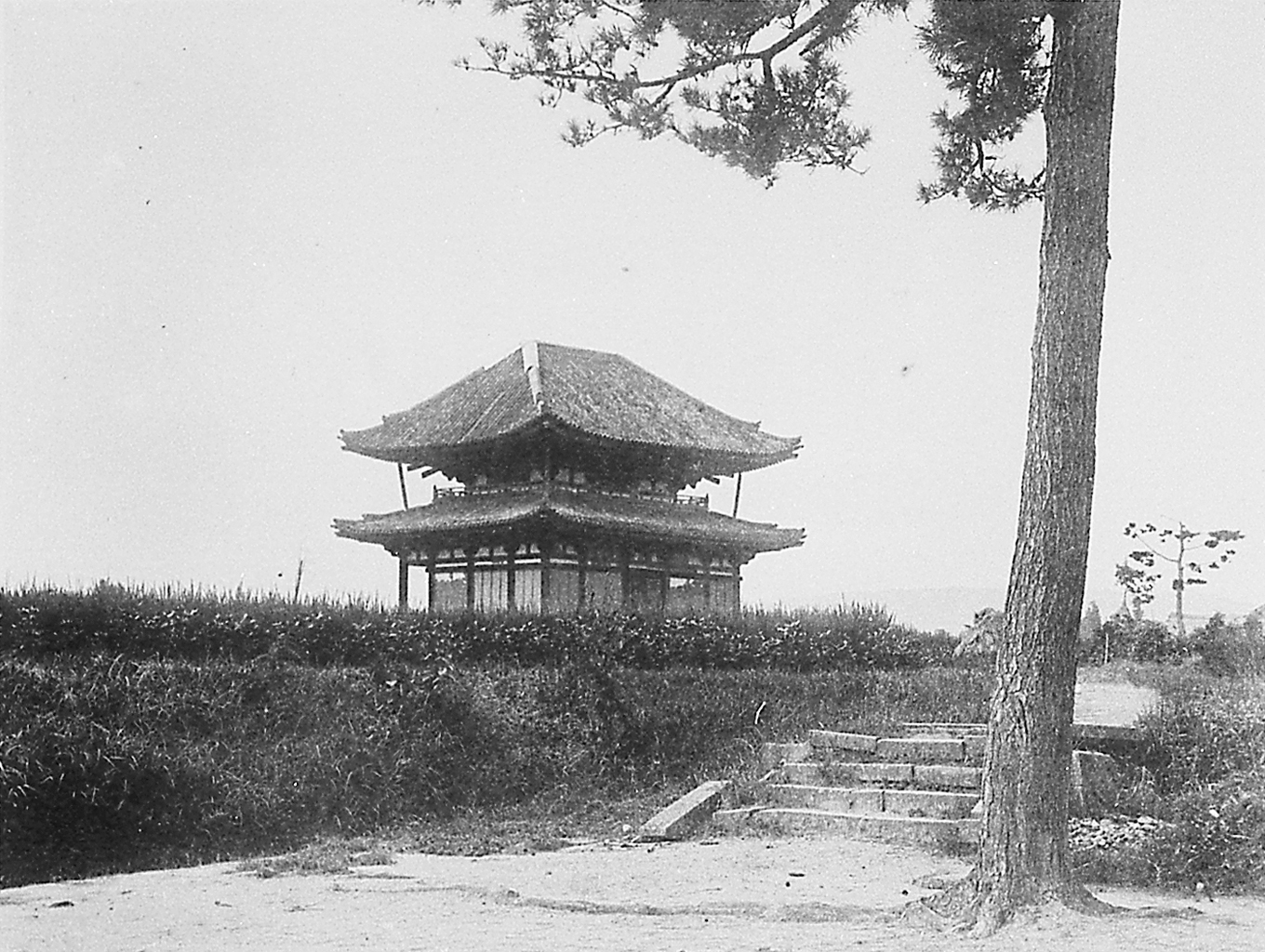
荒れ果て、傾いていた明治中期ころの姿

喜光寺（きこうじ）は、奈良県奈良市菅原町にある法相宗の別格本山の寺院。山号は清涼山。本尊は阿弥陀如来。この一帯は菅原といい、菅原氏の治領であったことから「菅原寺」とも呼ばれる。奈良時代の僧・行基が没した地とされている。蓮のお寺とも呼ばれている。

## 歴史
奈良時代に架橋、土木工事などの社会事業に携わり、東大寺大仏造立にも貢献した僧・行基が創建したと伝わる。『行基年譜』（安元元年・1175年成立）によれば、菅原寺（喜光寺）は、養老5年（721年）、寺史乙丸なる人物が自らの住居である菅原の地を行基に寄進し、翌養老6年（722年）に行基がこれを寺としたものであって、行基建立の四十九院の一つであるとされている。寺地は平城京の右京三条三坊の九ノ坪、十ノ坪、十四ノ坪、十五ノ坪、十六ノ坪の計5坪を占めていたという。現・喜光寺本堂の位置は、右京三条三坊の十五ノ坪にあたる。『大僧正舎利瓶記』によれば、行基は天平21年（749年）2月2日に喜光寺東南院において82歳で死去したという。なお、行基の墓は喜光寺から直線距離で7キロメートル離れた生駒市有里の竹林寺にある。前出の『大僧正舎利瓶記』は、行基墓から出土した銅筒に記されていたものである。
1969年（昭和44年）に境内の発掘調査が行われ、現・喜光寺本堂は、奈良時代の創建本堂の跡に建てられていることが確認された。創建金堂の基壇は東西が28メートル、南北が21メートルの規模であった。そこから南に42メートル離れた場所に南大門跡とみられる建物跡があったが、礎石は残されていなかった。
一方、『菅原寺記文遺戒状』という別の史料によれば、この寺は霊亀元年（715年）、元明天皇の勅願により建てられたものという。創建当初は菅原道真の生誕地と伝わる菅原の里にあることから菅原寺と呼ばれていた。伝承によれば、天平20年（748年）に聖武天皇が参詣した際、当寺の本尊より不思議な光明が放たれ、これを見た天皇が喜んで「歓喜の光の寺である」ということから「菅原寺」を改めて「喜光寺」の名を賜ったという。『続日本紀』によれば、延暦元年（782年）、この地に住んでいた土師氏が桓武天皇から菅原姓を賜ったという。
中世には菅原神社（菅原天満宮）を鎮守社とし、興福寺の子院・一乗院の末寺となった。建治元年（1275年）には興福寺一乗院門跡信昭が興正菩薩叡尊に喜光寺の復興を依頼すると同時に、喜光寺は一乗院門跡の隠棲地に定められた。喜光寺は叡尊と弟子の性海により復興され、弘安2年（1283年）には事業が完成している。
戦国時代の明応8年（1499年）12月、大和国に攻め込んできた細川政元の家臣赤沢朝経によって焼き討ちされてしまい本堂をはじめ伽藍のほとんどが焼失したが、天文13年（1544年）に本堂が再建されて復興がなされた。しかし、元亀年間（1570年 - 1573年）に再び兵火にあって本堂以外の堂宇を焼失した。
江戸時代の中期には貫光戒月や寂照といった僧によって本堂が修理されている。
明治時代には神仏分離によって鎮守社の菅原天満宮が独立し、一乗院も廃寺となったことから当寺は薬師寺の末寺となった。現在は薬師寺が属する法相宗唯一の別格本山である。
1992年（平成4年）からは「いろは歌」を書写する「いろは写経」が行われている。
2019年（平成31年）1月28日、奈良大学（奈良市）は、2005年（平成17年）に額安寺から購入した木造四天王像のうち広目天像と多聞天像の2体を2014年（平成26年）から解体修理する過程で、計7カ所から「行基大菩薩御作菅原寺」などと記された墨書銘文が見つかったと発表した。四天王像は明治の神仏分離を受けて奈良時代の僧の行基が最期を迎えた菅原寺（喜光寺）から額安寺に移されたとする伝承があったことから、同大は「説が裏付けられた」としている。これを受けて2019年5月2日から9月2日まで「おかえり法要」として本堂で奈良大所蔵の四天王像が特別公開される。

## 境内

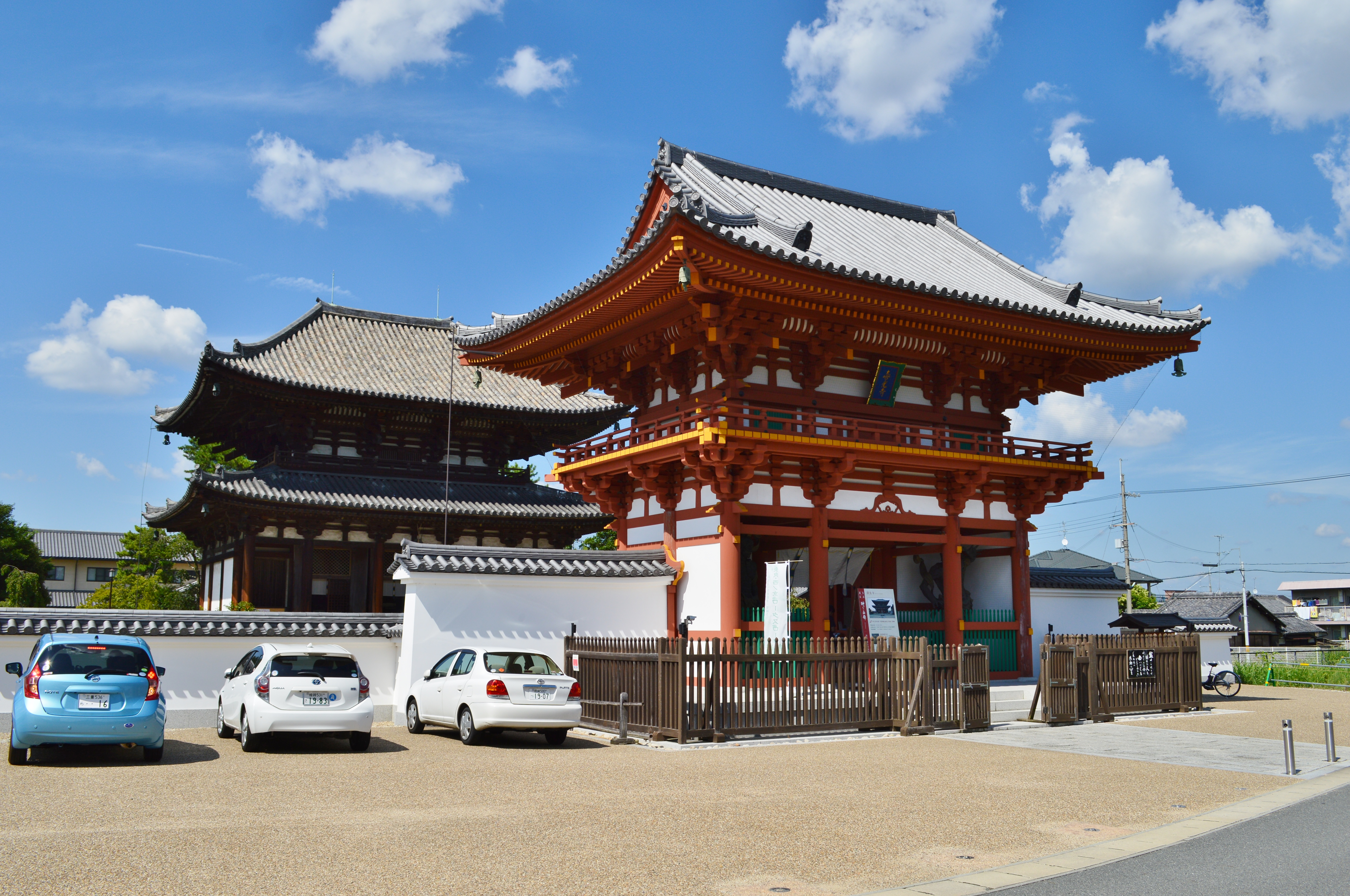
本堂・南大門

- 本堂（重要文化財） - 天文13年（1544年）再建。寄棟造、単層裳階付きの仏堂で、裳階の正面一間通りを吹き放しとする。この建物は、行基が東大寺大仏殿を建立する際に十分の一の雛形として建てたとの伝承から「試みの大仏殿」と俗称される。
- 弁天堂 - もとは叡尊が相模国の江ノ島弁財天より弁財天を勧請したと伝えられる。現在のご神体の宇賀神像は興福寺から移されたものと伝わる。
- 弁天池
- 行基堂 - 2014年（平成26年）建立。
- 庫裏 - 写経道場も兼ねている。
- 石仏群
- 尊誠法親王の墓
- 尊常法親王の墓
- 佛舎利殿 - 2021年（令和3年）建立。
- 蓮の鉢植え - 佛舎利殿の周りにたくさん置かれている。
- 南大門 - 再建後に再び焼失。再び再建され2010年（平成22年）5月に落慶法要が営まれた。中村晋也作の仁王像が安置されている。

## 文化財

### 重要文化財
- 本堂
- 木造阿弥陀如来坐像 - 平安時代後期。像高233cm。

### その他
- 木造勢至菩薩坐像・木造観音菩薩坐像脇侍 - 南北朝時代。像高162cm・164cm。
- 弁天堂 御神影 石造宇賀神像。
- 文殊菩薩騎獅像（経よみの文殊、江戸時代の文政10年（1827年））など約150体の石仏。

## 前後の札所
大和北部八十八ヶ所霊場
24 西大寺　-　25 喜光寺　-　26 唐招提寺

## アクセス
- 近鉄橿原線尼ヶ辻駅下車、徒歩12分